# فيزيكس
فيزيكس (بالإنجليزية: PhysX)‏ هي حزمة أدوات تطوير برمجيات وسيطة للمحركات الفيزيائية في الزمن الحقيقي وهي مملوكة لشركة إنفيديا. وهي متوفرة لعدة منصات مثل أندرويد، بلاي ستيشن 4، بلاي ستيشن 3، مايكروسوفت ويندوز، أو إس 10، بلاي ستيشن 2، إكس بوكس ون، آي أو إس وإكس بوكس 360.

## وصلات خارجية
- الموقع الرسمي